# Canon EOS 600D
550D 650D
Le Canon EOS 600D, appelé EOS Rebel T3i en Amérique du Nord et EOS Kiss X5 au Japon, est un appareil photographique reflex numérique mono-objectif de 18,0 mégapixels fabriqué par Canon sorti en janvier 2011 puis retiré du catalogue de Canon France en février 2014, concurrent direct du Nikon D5100.

## Caractéristiques
- Capteur CMOS APS-C (22,3 mm × 14,9 mm)
- Processeur d'images : DIGIC 4
- Définition : 18 millions de pixels
- Ratio image : 3:2
- Viseur : pentamiroir avec couverture d'image d'environ 95 %
- Mode Live View avec couverture 99 % et 30 images par seconde
- Autofocus : 9 collimateurs, dont 1 croisé au centre
- Monture EF et Monture EF-S
- Vidéo 1080p
- Flash intégré
- Sensibilité : Auto de 100 à 6400 ISO, extensible à 12800 ISO.
- Autonomie : Environ 440 déclenchements à 23 °C (50 % Flash) et 400 déclenchements à 0 °C (50% Flash)

## Prix
Canon a reçu pour ce boîtier le prix TIPA (Technical Image Press Association) du meilleur reflex numérique d'entrée de gamme en 2011.
Très prisé des photographes amateurs débutants, cet appareil est un best seller de la marque.

## Réception
- Les Numériques note le Canon EOS 600D 4/5 en notant en point positif une Bonne qualité générale des images en photo ; en point négatif est souligné un Viseur optique un peu étriqué [3].
- Dpreview le note à 77 % en mettant en avant Excellente qualité d'image, même à des réglages ISO élevés ; en point négatif il est souligné Lenteur de l'AF en mode LiveView[4]
- 01net.com lui donne une note de 4/5 mettant en avant la qualité d'image (couleurs, détails) avec une note de 9/10 ; en point négatif, c'est la mise au point précision, basse luminosité) qui fait défaut avec une note de 6/10[5].